# Jablonkowo
Jabłonkowo [pronunciación en polaco: /jabwɔnˈkɔvɔ/] es un pueblo ubicado en el distrito administrativo de Gmina Mirosławiec, dentro del condado de Wałcz, Voivodato de Pomerania Occidental, en el noroeste de Polonia. Se encuentra a unos a 13 kilómetros al este de Mirosławiec, a 15 kilómetros al noroeste de Wałcz, y a 113 kilómetros al este de la capital regional Szczecin.
El pueblo tiene una población de 180 habitantes.